# Вероятностный автомат
Вероятностный автомат — устройство или система, в которых переход из одного состояния в другое происходит в зависимости от случайных входных сигналов или в зависимости от последовательности предыдущих состояний.
Вероятностный автомат в основном используют в процессе обучения для демонстрации более сложного поведения, реакции которых сложно предсказуемы, например, систем автоматического управления движением транспорта на перекрёстке двух улиц.